# 栄浜中知床岬線
栄浜中知床岬線（さかえはまなかしれとこみさきせん）は、かつて樺太に存在した樺太庁道であり、豊栄郡栄浜村から大泊郡知床村を結んでいた。

## 概要
- 総延長 212.2km
- 幅員　最幅5.5m　最狭3.6m

## 経由地
- 豊栄郡栄浜村 - 大泊郡富内村 - 大泊郡知床村
- 一部に未開通区間があった。

## 接続道路
- 豊栄郡栄浜村
  - 大泊国境線
- 大泊郡富内村
  - 唐松皆岸線 
  - 大泊富内線
- 大泊郡知床村
  - 大泊中知床岬線